# جيف دانزيغر
جيف دانزيغر (بالإنجليزية: Jeff Danziger)‏ هو كاريكاتيري أمريكي، ولد في 1943 في نيويورك في الولايات المتحدة.

## وصلات خارجية
- الموقع الرسمي